# Семигостичи (Столинский район)
Семигостичи (бел. Семіго́сцічы) — деревня в Столинском районе Брестской области Беларуси. В составе Ольшанского сельсовета.

## География
Деревня расположена в 53 км на северо-восток от Столина и в 300 км на восток от Бреста.

## Население

### Численность
- 1999 год — 1 515 жителей

### Динамика
- 1999 год — 1 515 жителей (перепись населения)

## Культура
- Дом культуры
- Музей ГУО "Семигостичская средняя школа"

## Достопримечательность

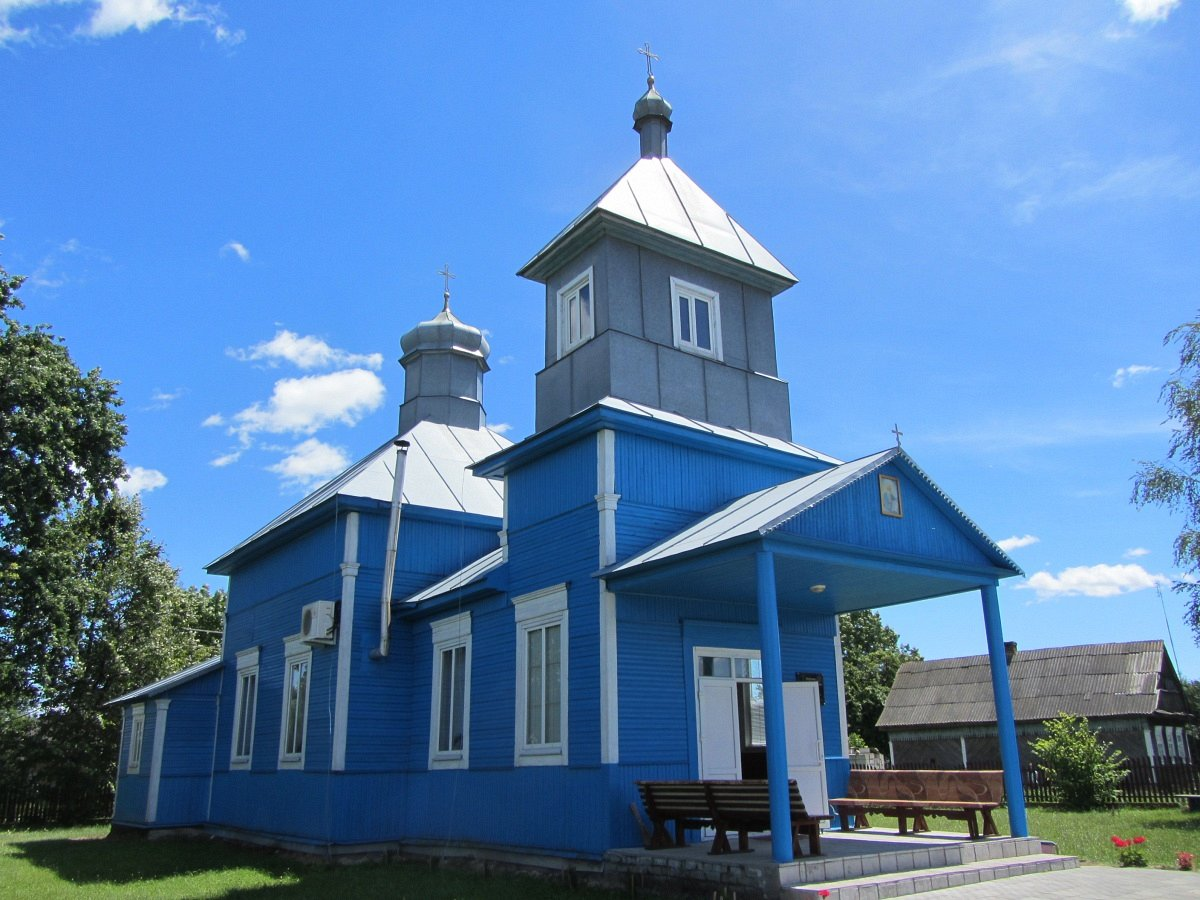
Церковь Св. Иоанна Богослова

- Церковь Св. Иоанна БогословаЦерковь Святого Иоанна Богослова (1913)[2]. Православный храм. Расположен в центре деревни. Этот православный храм построен в 1913 г. из дерева на месте церкви 1-й половины XIX века. Храм действовал до 1961 г., вновь освящен в 1989 г.
- Памятник землякам, погибшим в годы Великой Отечественной войны[3].